# California Dreams
California Dreams é uma série de televisão estadunidense exibida originalmente pela NBC entre 1992 e 1996. Por ser direcionado a um público jovem, o sitcom adolescente foi exibido no TNBC. O programa foi criado por Brett Dewey e Ronald B. Solomon, e seu produtor executivo foi Peter Engel, já famoso por também produzir Saved by the Bell.

## Premissa
De um modo geral, California Dreams contava a história de um grupo multiétnico de adolescentes e sua banda, e seus roteiros combinavam a vida real com aventuras muito fantasiosas, entre os tópicos abordados ao longo de sua trajetória, podemos encontrar o uso de drogas, o perdão, divórcio dos pais, etc.

## Mudanças
Primeira temporada
Originalmente, as histórias de California Dreams eram focadas na família Garrison, na medida em que o seriado era um sitcom direcionado à família. Na primeira temporada, os personagens principais eram Matt Garrison e Jenny Garrison, principais integrantes da banda e filhos de Richard e Melody Garrison, bem como irmãos de Dennis. Outros personagens principais da primeira temporada foram Tiffani Smith, Tony Wicks e Sly Winkle, que permaneceram no programa do início ao fim.
Segunda temporada
Apesar do sucesso, os executivos da NBC não gostavam do formato original da série, e na segunda temporada, o foco do programa mudou da família Garrison para os adolescentes da banda California Dreams. Dois novos membros foram adicionados no elenco do programa interpretando novos personagens, eles foram Jake Sommers e Samantha Woo, enquanto Jenny se retirou da banda devido a uma oportunidade conquistada na Itália.
Terceira temporada
Na terceira temporada, tornou-se óbvio que a premissa original do programa não podia ser mantida a partir do momento em que Matt deixou o programa (fazendo o mesmo com toda a sua família). Matt foi substituído por Mark Winkle, um primo de Sly vindo de Nova Iorque. Lorena Costa também foi uma outra personagem nova, uma garota rica que ajuda Sam depois que os Garrison deixam a cidade.

## Elenco
| Ator                | Personagem             | Período   |
| ------------------- | ---------------------- | --------- |
| Brent Gore          | Matt Garrison          | 1992-1994 |
| Kelly Packard       | Tiffani Smith          | 1992-1996 |
| William James Jones | Tony Wicks             | 1992-1996 |
| Michael Cade        | Sylvester "Sly" Winkle | 1992-1996 |
| Jay Anthony Franke  | Jake Sommers           | 1993-1996 |
| Michael Cutt        | Richard Garrison       | 1992-1993 |

| Ator          | Personagem         | Período   |
| ------------- | ------------------ | --------- |
| Aaron Jackson | Mark Winkle        | 1994-1996 |
| Jennie Kwan   | Samantha "Sam" Woo | 1993-1996 |
| Heidi Lenhart | Jenny Garrison     | 1992-1993 |
| Ryan O'Neill  | Dennis Garrison    | 1992-1993 |
| Gail Ramsey   | Melody Garrison    | 1992-1993 |
| Diana Uribe   | Lorena Costa       | 1994-1996 |

## Episódios
De um modo geral, California Dreams teve 5 temporadas que tiveram entre 13 e 18 episódios cada, e entre estes, muitos episódios foram "especiais", tratando de temas mais delicados, entre os mais notáveis podemos citar:
- O episódio em que Tiffani começa a usar esteróides para tentar entrar no time nacional de voleibol.
- O episódio em que Mark dirige bêbado e acaba provocando um acidente, como conseqüências, seu encontro fracassa e ele é preso.
- O episódio em que Jake começa a trabalhar como mecânico, e também começa a fumar para impressionar seu tio, no entanto, ao final do episódio, ele revela para Jake que tem câncer de pulmão e que fumar não levará a uma boa vida.
- O episódio em que um antigo amigo de Tony é derrotado por alguns garotos, e outro amigo dele quer vingança, no entanto, eles descobrem ao final que violência não os levará a nada.

## Prêmios
| Ano  | Premiação           | Categoria                                              | Indicado(s)   | Resultado |
| ---- | ------------------- | ------------------------------------------------------ | ------------- | --------- |
| 1996 | NCLR Bravo Awards   | Melhor programa direcionado ao público infanto-juvenil |               | Indicado  |
| 1994 | Young Artist Awards | Melhor elenco em uma série do daytime                  |               | Indicado  |
| 1993 | Young Artist Awards | Melhor ator jovem em uma série do daytime              | Ryan O'Neill  | Indicado  |
| 1993 | Young Artist Awards | Melhor atriz jovem em uma série de televisão estreante | Heidi Lenhart | Indicado  |
| 1993 | Young Artist Awards | Melhor elenco em uma série do daytime                  |               | Indicado  |